# 科內山
8°48′0″N 39°41′30″E / 8.80000°N 39.69167°E

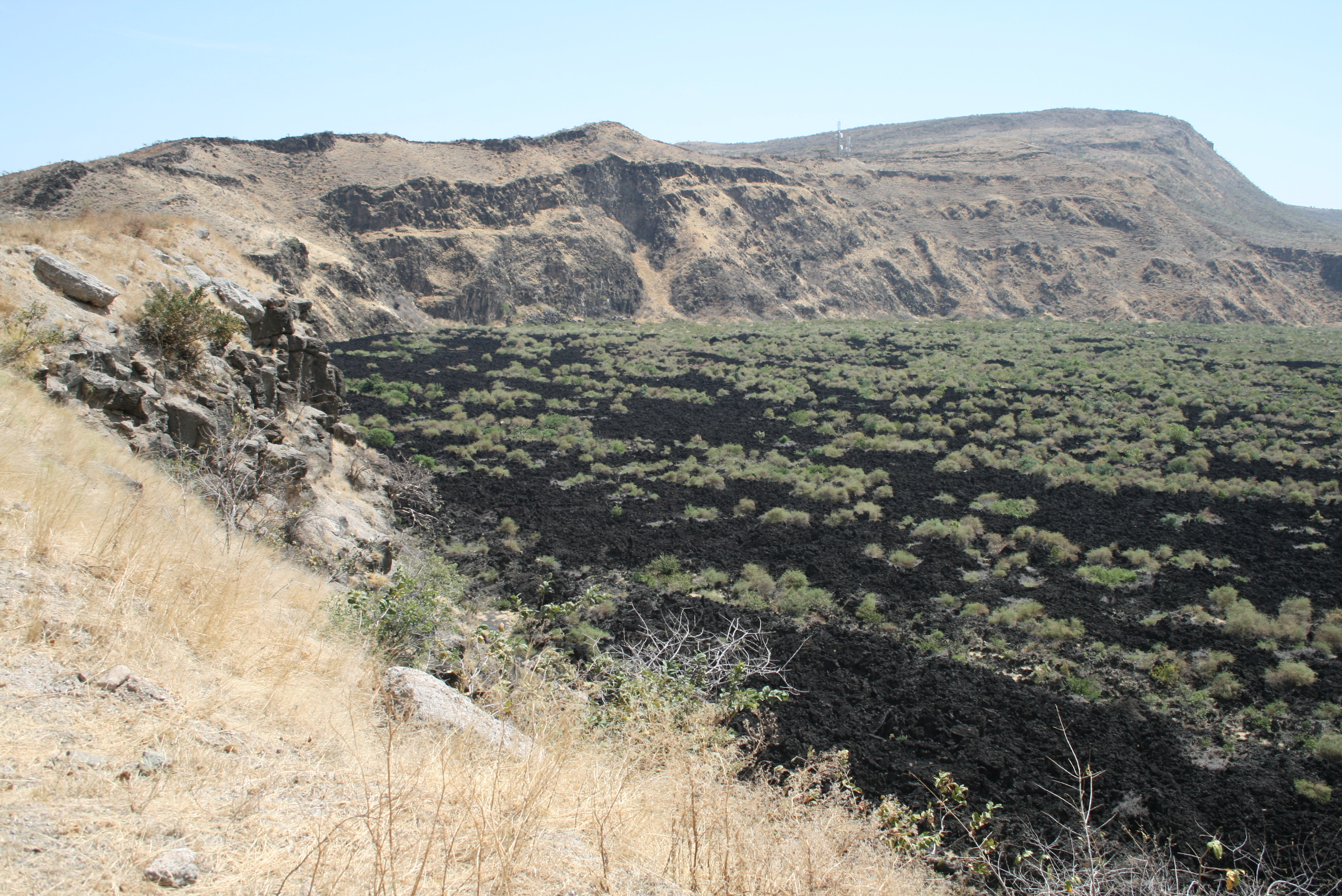

科內山是埃塞俄比亞的火山，位於該國中南部奧羅米亞州，處於首都亞的斯亞貝巴以西160公里，海拔高度1,619米，最近一次火山爆發在1820年左右發生。